# First Solar
First Solar, un'azienda attiva nella produzione di pannelli solari, con stabilimenti produttivi in Stati Uniti, Malaysia, Germania e, presto, in Vietnam ed è il principale produttore al mondo di pannelli fotovoltaici a pellicola semiconduttrice sottile costruiti in tellururo di cadmio (CdTe).
Tecnologia con una migliore resa energetica per watt peak in determinate condizioni e che presenta vantaggi economici.
L'azienda è stata il primo operatore a ridurre il costo di produzione a meno di un dollaro per watt: nel secondo trimestre del 2011 il costo era infatti di 75 centesimi di dollaro, il più basso al mondo.
La loro rete di distribuzione di pannelli solari include oltre 39 distributori e grossisti, in oltre 12 nazioni.

## Storia
First Solar è stata fondata a Tempe (Arizona) nel 1999 dopo la vendita di Solar Cell Inc. (SCI) a True North Partners (un'azienda di proprietà della famiglia Walton, gli stessi proprietari di Walmart) e il suo attuale CEO è Robert J. Gillette.
La commercializzazione di pannelli fotovoltaici è iniziata nel 2002 e, da allora, la produzione annuale di First Solar è aumentata costantemente fino a raggiungere la quota di 25 MW Peak (MWp) nel 2005. Negli anni successivi l'azienda ha avviato la produzione a Perrysburg (Ohio) e in Germania, mentre nel 2006 ha raggiunto una produzione annuale di 100 MW e ha annunciato la creazione di altre 16 linee produttive in Malaysia (Kulim). Nello stesso anno l'azienda è entrata nel NASDAQ, l'indice della borsa americana riservato alle società tecnologiche e fa parte dello S&P 500 ed è il primo produttore puro di fotovoltaico a essere incluso nell'indice. Nel 2009 la società ha acquisito i progetti di OptiSolar, un'azienda californiana attiva nella costruzione di grandi centrali fotovoltaiche e nel 2010 ha rilevato un'altra azienda, NextLight Renewable Power, portando a 2,2 GWp il volume di progetti in fase di sviluppo. Sempre nel 2010 First Solar ha creato la Utility Systems Business Group, una parte della quale è dedicata allo sviluppo di progetti solari di taglio industriale. Oggi l'azienda può contare su circa 6 000 dipendenti in tutto il mondo e su una capacità produttiva che ha superato 1,5 GWp (la produzione cumulata superava i 3 GWp nel 2010).
Nel 2010 l'azienda ha prodotto più di 1,5 GWh di energia.
Nel mese di luglio 2011, First Solar ha inoltre stabilito il nuovo record mondiale nel campo dell'efficienza energetica dei pannelli solari basati su tellururo di cadmio, raggiungendo il 17,3% con un pannello di prova.
L'azienda promuove un programma di riciclo dei pannelli dismessi. Si calcola che i materiali semiconduttori possono essere rigenerati fino al 95%.

## Attività
First Solar ha intrapreso collaborazioni e alleanze in tutto il mondo, in particolare in Germania. L'azienda ha in essere importanti accordi quali quelli con EDF Energie Nouvelles, Sechilienne-Sidec e Rio Energie e Sun Edison.
Al momento sono inoltre operative le partnership con Belectric, Colexon Energy AG, Conergy AG, Gehrlicher Solar AG, Juwi Solar GmbH e Phoenix Solar AG, Sorgenia, AS Solar ed Energy Resources, oltre ad una serie di partnership in India e Cina.
L'azienda ha fornito moduli fotovoltaici per numerosi progetti, come quello situato presso l'ex base militare di Lieberose nelle vicinanze di Cottbus, in Germania (riconvertita in parco solare che ha prodotto finora 53 GWh), lo stadio Bentegodi di Verona, il progetto Ordos City (un'installazione da 2 GW nella Mongolia cinese), Masdar City ad Abu Dhabi, Masdar (progetto finalizzato alla realizzazione di una città a zero emissioni) e il più grande impianto al mondo a Sarnia, nell'Ontario.